# Kaczanowa
Kaczanowa (biał. Качанова; ros. Качаново) – przystanek kolejowy w miejscowości Patapauka, w rejonie budzkim, w obwodzie homelskim, na Białorusi. Położony jest na linii Homel - Żłobin - Mińsk.